# Копоний
Копоний (на латински: Coponius) е първият префект на Римска Юдея, поставен на тази длъжност от император Октавиан Август, след като през 6 г. Ирод Архелай, син на Ирод Велики, е осъден за лошо управление, снет от положението си и заточен в Галия (град Виен), а владенията му са преобразувани в римска провинция. При управлението му е проведено, под ръководството на Публий Сулпиций Квириний, от римските власти преброяване на населението, с оглед определяне на данъците. Срещу него бързо се надига недоволство и в опит да бъде осуетено избухва бунт, предвождан от Юда Галилеянски,. През 8 г., поради случай разиграл се на Пасха, когато самаритяни влизат в храма на Йехова в Йерусалим и хвърлят през вратите към двореца човешки кости покрай колоните, Копоний е отзован в Рим и заменен с Марк Амбибул. Вероятно затова една врата на храма, която преди това се е казвала Shalleshéd, носи името „вратата на Копоний“.